# Vanadio
El vanadio o eritronio  es un elemento químico de número atómico 23 situado en el grupo 5 de la tabla periódica de los elementos. Su símbolo es V. Es un metal dúctil, pero duro, poco abundante. Se encuentra en distintos minerales y se emplea principalmente en algunas aleaciones. El nombre procede de la diosa de la belleza Vanadis en la mitología nórdica.
Es un metal de color blanco agrisado, maleable y de transición dúctil. La formación de una capa de óxido del metal estabiliza al elemento contra la oxidación.
El elemento se encuentra naturalmente en minerales; hay cerca de sesenta y cinco diferentes tipos y en los depósitos de combustibles fósiles. Los más representativos son la patronita (un sulfuro complejo), la vanadinita [Pb5(VO4)3Cl] y carnotita [K(UO2)VO4·(3/2)H2]. Este último es más importante como mineral de uranio, pero también se puede recuperar el vanadio. Se produce en China y Rusia, otros países lo producen o bien por el polvo de combustión de aceite pesado, o como un subproducto de la minería de uranio. Se utiliza principalmente para producir aleaciones de aceros especiales, tales como aceros para herramientas de alta velocidad. El pentóxido de vanadio se utiliza como catalizador para la producción de ácido sulfúrico. El vanadio se encuentra en muchos organismos, y es utilizado por algunas formas de vida como un centro activo de las enzimas.

## Características principales

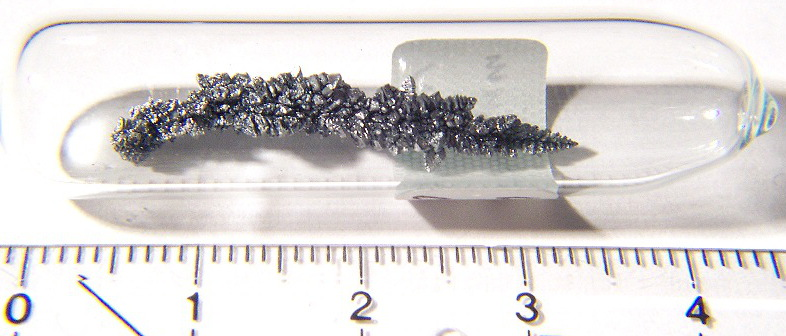
Cristales de vanadio.

El vanadio es un metal de transición blanco agrisado, dúctil y brillante. Este metal de transición presenta una alta resistencia a las bases, al ácido sulfúrico (H2SO4) y al ácido clorhídrico (HCl). Reacciona con el agua regia o con una mezcla de ácido nítrico y fluoruro de hidrógeno. Se obtiene de distintos minerales, así como de petróleos. También se puede obtener de la recuperación del óxido de vanadio (V) en polvos procedentes de procesos de combustión. Tiene algunas aplicaciones en atomística debido a su baja sección de captura de neutrones. Es un elemento esencial en algunos seres vivos, aunque no se conoce su función.
En sus compuestos presenta variados estados de oxidación, siendo los más comunes +2, +3, +4 y +5.

### Isótopos
En la naturaleza se puede encontrar un isótopo estable, el vanadio 51. Se han caracterizado quince radioisótopos, siendo los más estables el vanadio-50, con un periodo de semidesintegración de 1,5 × 1017 años, el vanadio-49, de 330 días, y el vanadio-48, de 159,735 días. El resto tienen periodos de semidesintegración de menos de una hora, siendo la mayoría de menos de diez segundos. Además, este elemento tiene un metaestado.
El peso atómico de los isótopos de vanadio va desde 43,981 uma (vanadio-43) hasta 59,959 uma (vanadio-59). El principal modo de decaimiento antes del isótopo más estable, vanadio-51, es la captura de electrones (siendo los principales productos de decaimiento isótopos del elemento 22, titanio), mientras que después de este, es la desintegración beta (dando como principales productos de decaimiento isótopos del elemento 24, cromo).

### Química y compuestos del vanadio

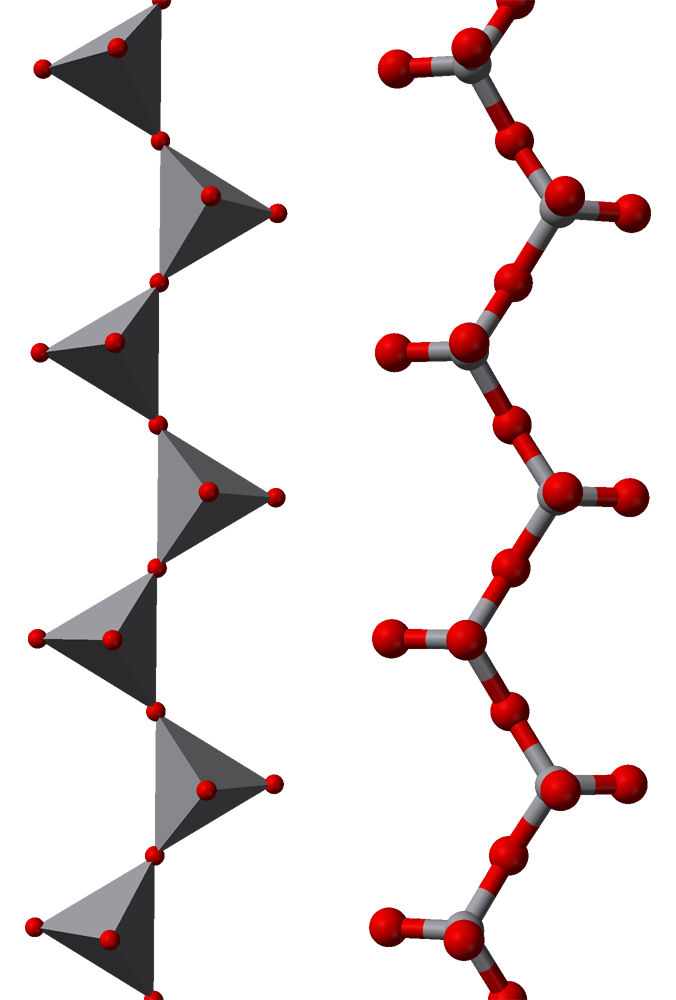
Cadena de metavanadiato.

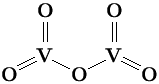
Pentaóxido de vanadio.

La química de vanadio es notable por la accesibilidad de los cuatro estados de oxidación adyacentes. Los estados de oxidación más comunes del vanadio son +2, +3, +4 y +5. El óxido de vanadio (II) es un agente reductor, mientras que el óxido de vanadio (V) es un agente oxidante del óxido de vanadio (IV). A menudo existen compuestos de vanadio como los derivados que contengan dióxido de vanadio (VO2).
El vanadato de amonio (V) (NH4VO3) puede ser reducido sucesivamente con zinc para obtener los diferentes colores de vanadio en estos cuatro estados de oxidación. Los estados de oxidación bajos se producen en los compuestos tales como V(CO)6, [V(CO)6]- y sus derivados sustituyentes.
La batería redox de vanadio utiliza estos estados de oxidación; la conversión de estos estados de oxidación es ilustrada por la fuerte reducción de una solución de ácido de vanadio (V) compuesto con polvo de zinc. La primera característica de color amarillo de los iones de vanadato (VO43-), se sustituye por el color azul [VO(H2O)5]2+, seguido por el color verde [V(H2O)6]3+ y luego violeta [V(H2O)6]2+.
El compuesto de mayor importancia es el pentóxido de vanadio, que se utiliza como un catalizador para la producción de ácido sulfúrico. El pentóxido de vanadio se obtiene por reacción del metal finamente dividido en un exceso de oxígeno. Este compuesto reacciona con el hidróxido de sodio para producir disoluciones incoloras y, en la región altamente alcalina, pH>13, el ion principal es el vanadato (VO4-3). Según se reduce la basicidad, se pueden obtener otros aniones del vanadio (vanadatos). Este compuesto oxida el dióxido de azufre (SO2) a trióxido (SO3). En esta reacción redox, el azufre se oxida de +4 a +6, y el vanadio se reduce de +5 a +3:
V2O5 + 2SO2 → V2O3 + 2SO3
El catalizador se regenera por oxidación con el aire:
V2O3 + O2 → V2O5
El pentaóxido de vanadio, V2O5, que se suele obtener como un sólido pulverulento de color naranja, es un agente oxidante, y se emplea como catalizador y como colorante

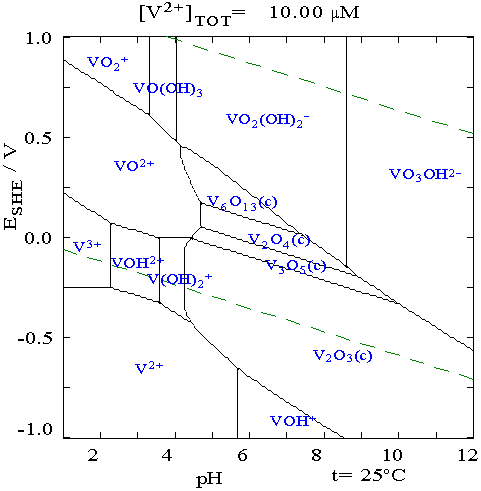
Diagrama de Pourbaix del vanadio.

El vanadio puede tener los estados de oxidación +2, +3, +4 y +5, siendo los más frecuentes los estados +4 y +5.  
Los haluros son conocidos por los estados de oxidación +2, +3 y +4. El tetracloruro de vanadio (VCl4) es el más importante de manera comercial, ya que se utiliza principalmente como catalizador para la polimerización de dienos. Se puede obtener por la reacción del vanadio y cloro gaseoso, por acción del tetracloruro de carbono sobre el pentóxido de vanadio al rojo o por cloración del ferrovanadio. El VCl4 es un líquido de consistencia oleosa que se hidroliza violentamente con el agua para dar disoluciones de oxicloruro de vanadio (IV) (VOCl2). El tetracloruro de vanadio al ser calentado con reflujo pierde cloro diatómico y forma el tricloruro de vanadio (VCl3). A más de 450 °C el tricloruro de vanadio (color violeta) se desproporciona a tetracloruro de vanadio y  dicloruro de vanadio (VCl2) de color verde pálido. Otros halogenuros han sido descritos.
El pentaflurouro de vanadio VF5 (incoloro, pf. 19,5 °C, p.e. 48 °C) al reaccionar con tricloruro de fósforo (PCl3) produce el tetrafluoruro de vanadio (color verde limón, sublima a más de 150 °C y se descompone para formar el trifluoruro de vanadio) El trifluoruro de vanadio (VF3) es un compuesto amarillo verdoso que por acción del hidrógeno diatómico y fluoruro de hidrógeno produce el difluoruro de vanadio (VF2), color azul. Todos los halogenuros de vanadio actúan como ácidos de Lewis.
Los vanadatos contienen vanadio pentavalente, análogos a los fosfatos. El ácido vanádico como los ácidos fosfóricos, existe en las formas orto, piro y meta (HVO3, H2V2O7 y H3VO4) A diferencia de las sales del ácido fosfórico, los metavanadatos son los más estables y los ortovanadatos los menos estables. Una disolución de un ortovanadato pasa por ebullición a metavanadato. En disoluciones fuertemente ácidas están presentes los cationes dioxovanadio (V) VO2+.

### Compuestos de coordinación

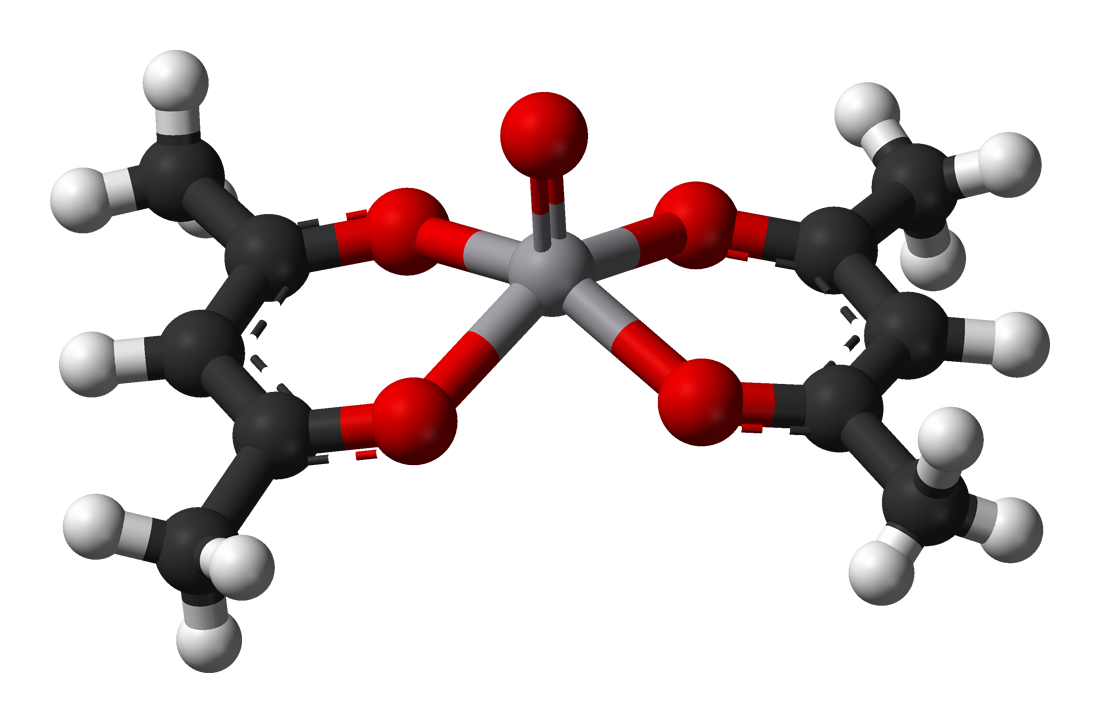
Modelo del VO(acac)_{2}.

El vanadio se ubica entre los metales de transición, lo que ofrece tres características poco usuales de la química de la coordinación de vanadio. En primer lugar, el vanadio metálico tiene la configuración electrónica [Ar]4s23d3. En consecuencia, la mayoría de los compuestos binarios son ácidos Lewis (aceptores de pares de electrones); un ejemplo claro son todos los haluros que forman ductos octaédricos con la fórmula VXnL6−n (X= haluro, L= otros ligandos). En segundo lugar, el ion de vanadio es bastante grande y puede alcanzar números de coordinación superior a 6, como es el caso de [V(CN)7]4-. En tercer lugar, los iones de vanadio VO2+ aparecen en muchos complejos de vanadio (IV), como el acetilacetonato de vanadio (V(=O)(acac)2). En este complejo, el vanadio (con el estado de oxidación 5+) forma una pirámide de base cuadrada, lo que significa que puede imponerse un ligando de sesiones, tal como la piridina, aunque la asociación constante de este proceso es pequeño. Muchos complejos de vanadio tienen una geometría bipiramidal trigonal, como el VOCl2(NMe3)2.

### Compuestos organometálicos
La química organometálica de vanadio es muy compleja, pero los compuestos organometálicos son de importancia comercial menor. El dicloro vanadoceno es un reactivo de partida versátil e incluso tiene aplicaciones de menor importancia en la química orgánica. El vanadio carbonilo (V(CO)6), es un raro ejemplo de un metal carbonilo que contiene un electrón no emparejado, pero que existe sin dimerización. La adición de un rendimiento de electrones V(CO)6- (isoelectrónico con Cr(CO)6), puede reducirse aún más con el sodio en amoníaco líquido para producir V(CO)63- (isoelectrónico con Fe(CO)5).

## Aplicaciones
Aproximadamente el 85 % del vanadio producido se emplea como ferrovanadio o como aditivo en aceros.
- Se emplea en acero inoxidable usado en instrumentos quirúrgicos y herramientas, en aceros resistentes a la corrosión, y mezclado con aluminio en aleaciones de titanio empleadas en motores de reacción. También, en aceros empleados en ejes de ruedas y cigüeñales, engranajes, y otros componentes críticos.
- Es un importante estabilizador de carburos en la fabricación de aceros.
- Se emplea en algunos componentes de reactores nucleares.
- Forma parte de algunos imanes superconductores.
- Algunos compuestos de vanadio se utilizan como catalizadores en la producción de anhídrido maleico y ácido sulfúrico. Concretamente, es muy usado el pentóxido de vanadio, V2O5, que también se emplea en cerámica. Los óxidos mixtos de vanadio se utilizan como catalizadores para la producción de ácido acrílico a partir de propano, propileno o acroleína.[12][13][14][15]

La mayor parte del vanadio se utiliza como ferrovanadio como aditivo para mejorar los aceros. El ferrovanadio se produce directamente por la reducción de una mezcla de óxido de vanadio, óxidos de hierro y de hierro en un horno eléctrico. El vanadio termina en arrabio producido a partir de la magnetita de vanadio. Durante la producción de acero, el oxígeno es soplado en la fundición de hierro, la oxidación del carbono y la mayoría de las otras impurezas, formando escoria. Dependiendo del mineral utilizado, la escoria contiene hasta un 25% de vanadio.
El vanadio metálico se obtiene a través de un proceso de múltiples pasos que comienza con la calcinación de mineral triturado con NaCl o Na2CO3 en alrededor de 850 °C para dar metavanadato de sodio (NaVO3). De un extracto acuoso de este sólido se acidifica a dar "pastel rojo", una sal polivanadiata, que se reduce con el calcio metálico. Como una alternativa para la producción de pequeña escala, el pentóxido de vanadio se reduce con hidrógeno o magnesio. Muchos otros métodos también están en uso, en todos los cuales el vanadio se produce como un subproducto de otros procesos. La purificación de vanadio es posible por el proceso de barra de cristal desarrollado por Anton Eduard van Arkel y Jan Hendrik De Boer en 1925. Se trata de la formación del yoduro de metal, en este ejemplo de vanadio (III) de yoduro (VI3), y la posterior descomposición para producir metal puro.

### Aleaciones

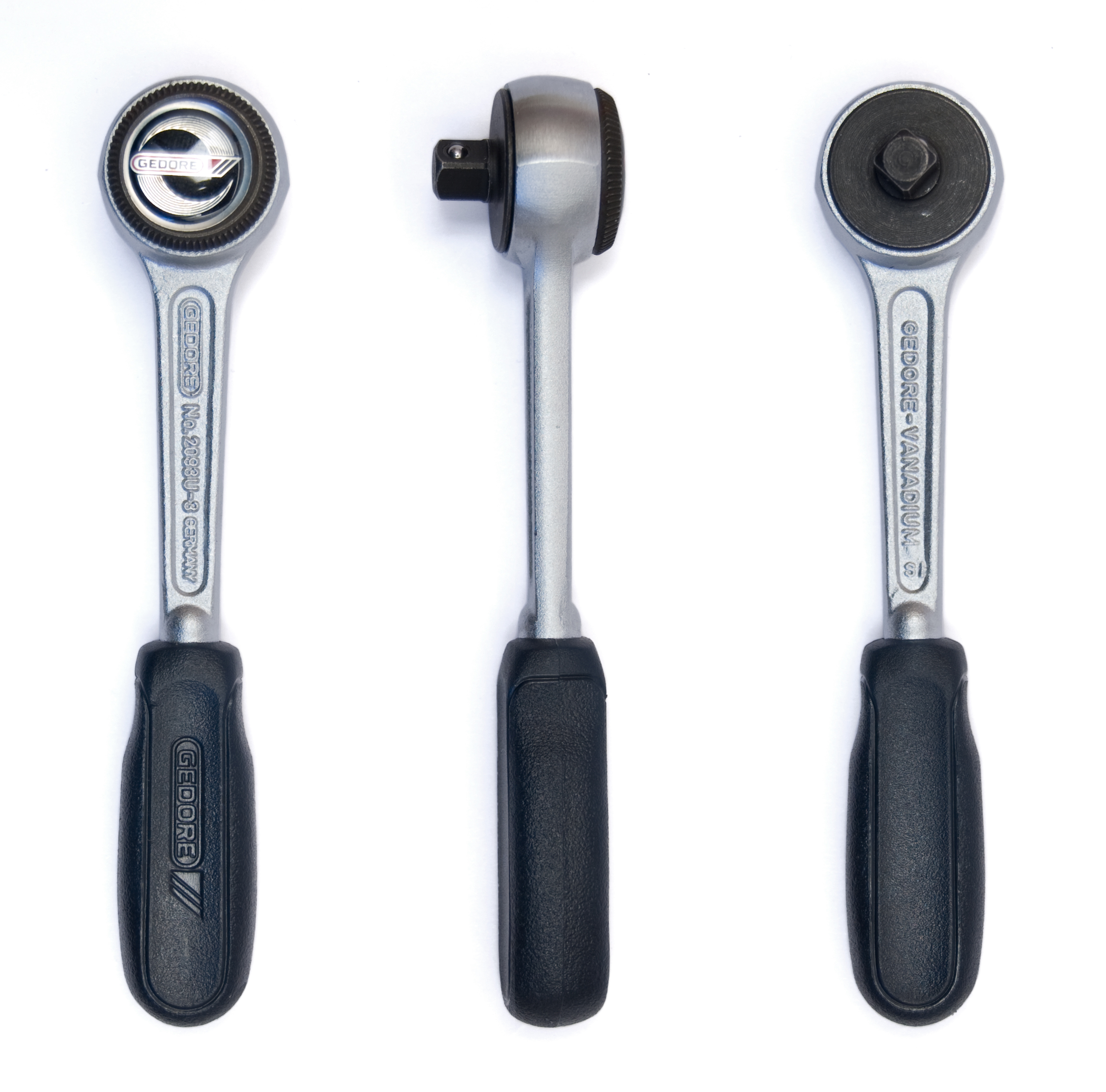
Herramientas de acero de vanadio.

Aproximadamente el 85 % de vanadio producido se utiliza como ferrovanadio o como aditivo del acero. El aumento considerable de la fuerza en el acero que contienen pequeñas cantidades de vanadio fue descubierto a comienzos del siglo XX. El vanadio forma carburos y nitruros estables, resultando en un aumento significativo de la resistencia del acero. A partir de ese momento el acero de vanadio se utiliza para aplicaciones en ejes, cuadros de bicicletas, cigüeñales, engranajes y otros componentes críticos. Hay dos grupos de vanadio que contienen grupos de aleación de acero. El vanadio, con aleaciones de acero al carbono, contiene 0,15 a 0,25 % de vanadio y se usa para herramientas de alta velocidad (véase Dureza Rockwell), con rangos de contenido de vanadio del 1 al 5 %. Para los aceros para herramientas de alta velocidad, se puede lograr por encima de una dureza Rockwell de 60 kg. El acero se utiliza en los instrumentos quirúrgicos y herramientas.
El vanadio estabiliza la forma beta de titanio y aumenta la resistencia y estabilidad de la temperatura del titanio. Mezclado con aluminio en aleaciones de titanio se utiliza en motores de reacción y células de aeronaves de alta velocidad. Una de las aleaciones de titanio común es 6AL-4V, una aleación de titanio con el 6 % de aluminio y el 4 % de vanadio.

### Otros usos
El vanadio es compatible con el hierro y el titanio; por lo tanto, es utilizado en revestimientos de titanio y de acero. Los neutrones térmicos moderan la captura de la sección transversal y la corta vida media de los isótopos producidos por captura de neutrones hace al vanadio un material adecuado para la estructura interior de un reactor de fusión. Varias aleaciones de vanadio muestran el comportamiento de superconductor. La primera fase de superconductor A15 era un compuesto de vanadio, V3Si, que fue descubierto en 1952. La cinta de vanado de galio se usa en los imanes superconductores (17,5 teslas o 175.000 Gauss). La estructura de la fase A15 de V3Ga es similar a la de las aleaciones de niobio-estaño (Nb3Sn) y niobio-titanio (Nb3Ti).
El óxido más común de vanadio, el pentóxido de vanadio (V2O5), se utiliza como catalizador en la fabricación de ácido sulfúrico por el proceso de contacto y como oxidante en la producción de anhídrido maleico. El pentóxido de vanadio también se utiliza en la fabricación de cerámica. El dióxido de vanadio (VO2), se utiliza en la producción de revestimientos de vidrio, que bloquea la radiación infrarroja a una temperatura específica. El óxido de vanadio puede ser utilizado para inducir color en centros de corindón para crear joyas de alexandrita, aunque alexandrita en la naturaleza es un crisoberilo. El vanadato se puede utilizar para proteger el acero contra la oxidación y la corrosión por un revestimiento de conversión electroquímica. El óxido de vanadio y de litio ha sido propuesto para su uso como ánodo de alta densidad de energía de las baterías de iones de litio de 745 Wh/L, si se combina con una batería de litio de cátodo de óxido de cobalto y de litio. Se ha propuesto por algunos investigadores que una pequeña cantidad, 40 a 270 ppm de vanadio en acero wootz y acero de Damasco, mejora significativamente la resistencia del material, aunque no está claro cuál es la fuente del vanadio.

## Historia

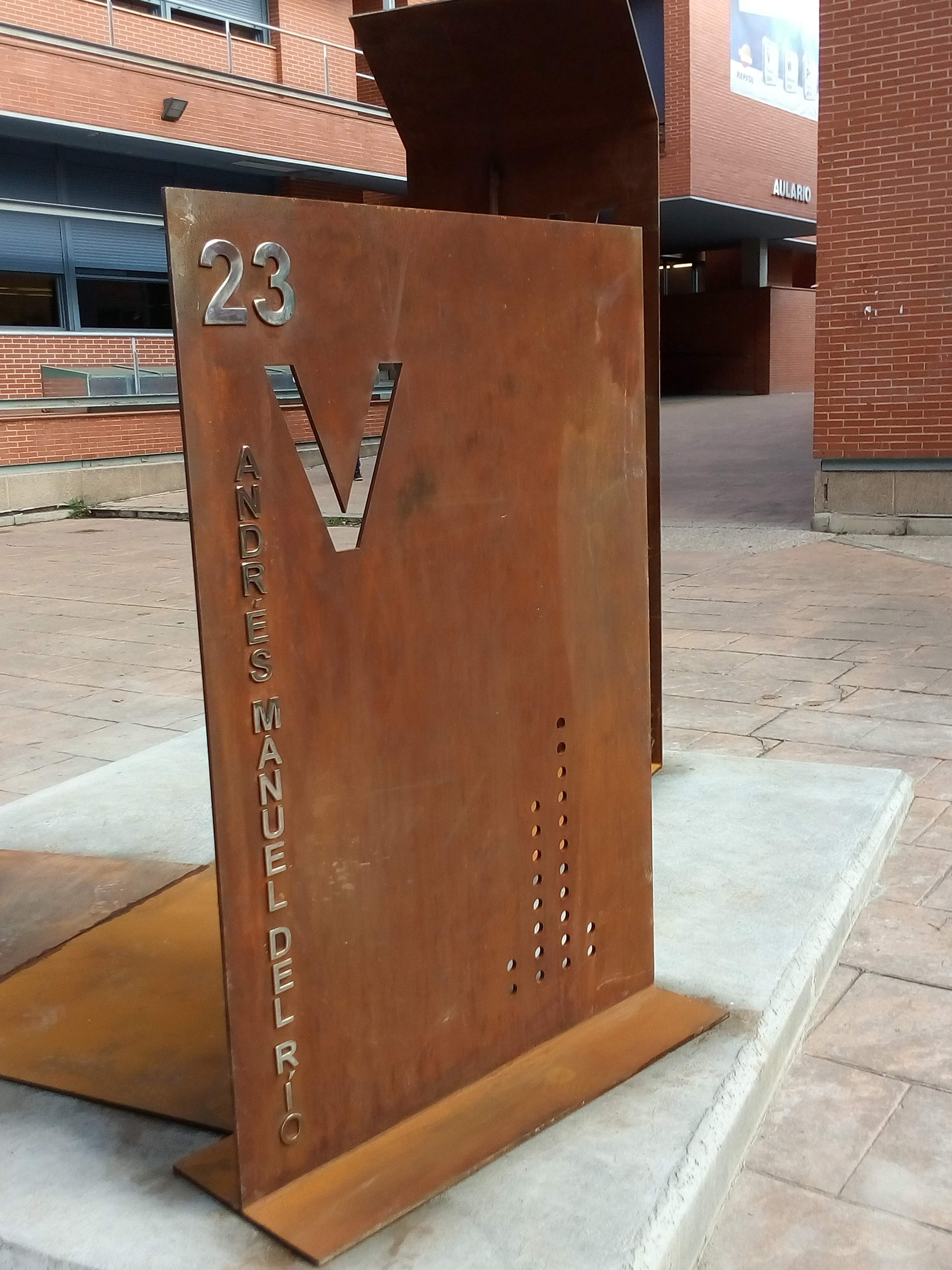
Escultura dedicada a Andrés Manuel del Río descubridor del vanadio. Muestra el número atómico, el símbolo químico y la estructura electrónica del vanadio (2-8-11-2). Universidad Complutense de Madrid

En 1801, al examinar muestras minerales procedentes de Zimapán, en el actual Estado de Hidalgo, en México, Andrés Manuel del Río llegó a la conclusión de que había encontrado un nuevo elemento metálico. Del Río extrajo el elemento de una muestra de plomo «marrón» de mineral mexicano, al que llamó «zimapanio», más tarde llamado «vanadinita». Preparó varios compuestos con él y, al observar la diversidad de colores que presentaban, lo denominó «pancromio» (muchos colores, en griego). Poco después, al observar que los compuestos calentados cambiaban su color al rojo, denominó al nuevo elemento como eritronio (eritros, significa rojo en griego). En septiembre de 1802, Andrés Manuel del Río envió una carta a Antonio José de Cavanilles a España, comunicándole el descubrimiento. El nuevo elemento fue incluido como tal, tras el tántalo, en las explicaciones de mineralogía de Cristiano Herrgen, publicadas por Ramón de la Cuadra.
Un año después, aprovechando la visita al país de Alexander von Humboldt, el investigador español le enseñó el mineral y los resultados de su trabajo. Humboldt le dio su opinión de que no se trataba de un nuevo elemento, sino del cromo, descubierto apenas unos años antes, en 1797, y que del Rió no conocía.  Andrés Manuel del Río aceptó en principio la opinión de Humboldt, y publicó su descubrimiento señalando que se trataba de cromo en su traducción de las Tablas Mineralógicas de Karsten, que publicó en México en 1804, y en la revista española Anales de Ciencias Naturales. No obstante le confió a Humboldt muestras del mineral y las notas con su análisis y el procedimiento empleado para ello, a fin de que las llevase a Europa, para que se confirmase o no su descubrimiento. En agosto de 1804, Humboldt llegó a Paris, y entregó una de las muestras de plomo pardo al químico francés Hippolyte Victor Collet-Descotils, en París, para su análisis. Collet-Descotils analizó las muestras, y en 1805 publicó  —equivocadamente—  que el presunto nuevo elemento era en realidad cromo,  lo que desacreditaba la investigación, por lo que von Humboldt, a su vez, rechazó la pretensión de Del Río sobre un nuevo elemento. Puesto en conocimiento de ello, aunque en un principio Del Río mostró su desacuerdo, al final se resignó a aceptar la declaración y resultados de Collet-Descotils, y se retractó de su afirmación.
El elemento fue redescubierto en 1831 por el químico sueco Nils Gabriel Sefström, mientras trabajaba en un óxido obtenido de minerales de hierro. Más tarde, ese mismo año, Friedrich Wöhler confirmó los principios de la obra de Del Río. Sefström eligió un nombre que comenzase con V, ya que la letra no había sido asignada aún a ningún otro elemento. Lo llamó vanadio en honor a la diosa escandinava Vanadis, nombre que oficialmente mantiene hasta la fecha, debido a los numerosos compuestos químicos de colores que produce. En 1831, el geólogo George William Featherstonhaugh sugirió que el vanadio debería llamarse «rionium» en honor a Del Río, pero esta sugerencia no fue seguida.

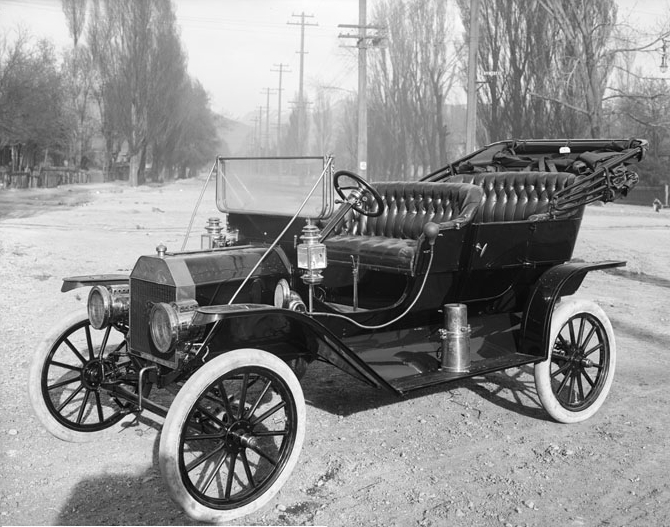
Ford T de 1910. Su chasis está hecho de acero de vanadio.

El aislamiento del vanadio fue difícil. En 1831, Jöns Jacob Berzelius informó de la producción del metal, pero Henry Enfield Roscoe demostró que en realidad había producido nitruro de vanadio (VN). Roscoe produjo finalmente el metal en 1867 por la reducción de vanadio (III), VCl3, con el hidrógeno. Durante casi todo el siglo XIX, el vanadio y sus compuestos prácticamente carecieron de aplicaciones. La principal era su uso como mordiente en la tinción con negro de anilina.En 1927 se produjo vanadio puro por la reducción de pentóxido de vanadio con calcio. En 1896 comenzó a utilizarse el vanadio en la fabricación de aceros especiales. El primer uso a gran escala industrial del vanadio en el acero se encontró en el chasis del Ford T, inspirado en los autos de carreras franceses. El acero de vanadio permitió reducir el peso y al mismo tiempo aumentar la fuerza de tracción.

## Papel biológico

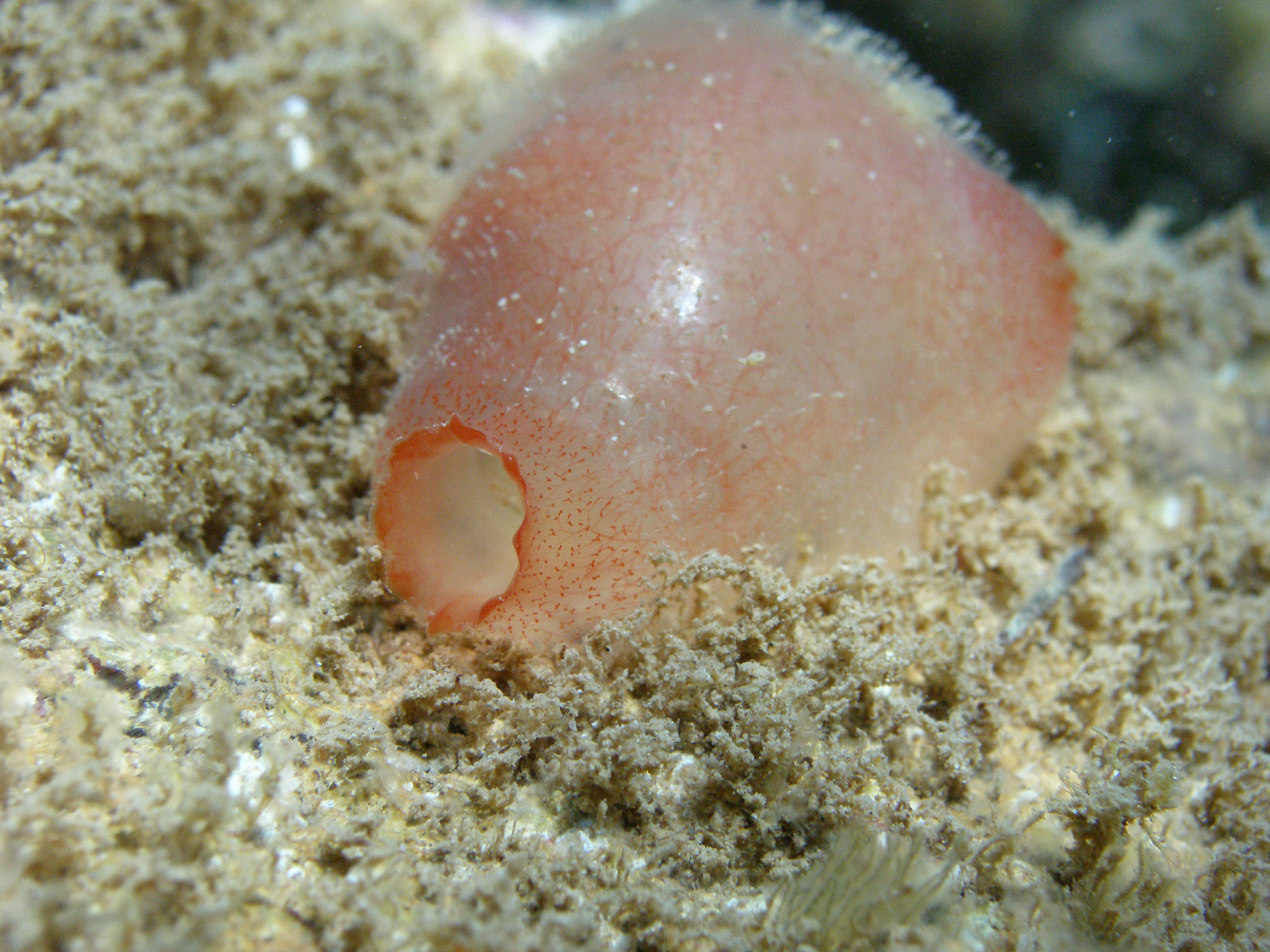
La ascidia contiene vanadio en su organismo.

El vanadio es un elemento esencial en algunos organismos. En humanos no está demostrada su esencialidad, aunque existen compuestos de vanadio que imitan y potencian la actividad de la insulina.
Se encuentra en algunas enzimas en distintos seres vivos. Por ejemplo, en las haloperoxidasas (generalmente bromoperoxidasas) de algunas algas, que reducen peróxidos y a la vez halogenan un sustrato orgánico.
Las ascidias (unos organismos marinos de la familia de los tunicados) almacenan altas concentraciones de vanadio, alrededor de un millón de veces más altas que el agua que las rodea, encontrándose en una molécula llamada hemovanadina. En estos organismos el vanadio se almacena en unas células llamadas vanadocitos.
También acumula altas concentraciones de vanadio el hongo Amanita muscaria. Se forma un complejo con un ligando ionóforo llamado amavadina.

## Abundancia y obtención

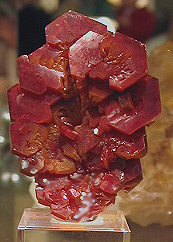
Vanadinita en Mibladen, Midelt Marruecos.

El vanadio no se encuentra nunca en estado nativo, pero está presente en unos 65 minerales diferentes, entre los que destacan la patronita, VS4, vanadinita, Pb5(VO4)3Cl, y la carnotita, K2(UO2)2(VO4)2·3H2O. También se encuentra en la bauxita, así como en depósitos que contienen carbono, como por ejemplo en carbón, petróleos, crudo y alquitrán. Está presente en el petróleo formando estructuras tipo porfirinas. Además, se obtiene pentóxido de vanadio, V2O5, recuperándolo de la combustión del petróleo.
Los vanadatos se disuelven mediante una fusión alcalina. En medio ácido y tras otros procesos se obtiene el V2O5, que se reduce parcialmente con carbono, y luego con calcio en atmósfera de argón para obtener vanadio metálico.
En el caso de que no se parta de un mineral que contenga el vanadato, sino un sulfuro, este se oxida para obtener el vanadato y se realiza el mismo procedimiento para obtener vanadio.
Si se quiere obtener vanadio más puro, se emplea el método Van Arkel-de Boer (formación de un compuesto volátil y su posterior descomposición).
Gran parte de la producción de vanadio en el mundo proviene de la magnetita. El vanadio es extraído principalmente de Sudáfrica, el noroeste de China y el este de Rusia. En 2007 estos tres países habían extraído más del 95 % de las 58 600 toneladas de vanadio producido.
El vanadio se encuentra también en la bauxita y en los depósitos de combustibles fósiles como el petróleo crudo, el carbón y los esquistos y las arenas bituminosas. En el petróleo crudo han sido detectadas concentraciones de hasta 1200 ppm. Cuando se queman productos derivados del petróleo, las trazas de vanadio pueden iniciar la corrosión en los motores y calderas. Se estima que cada año se liberan a la atmósfera 110 000 toneladas de vanadio debido a la quema de combustibles fósiles. El vanadio también se ha detectado en la luz espectroscópica del Sol y otras estrellas.
| 1. | China          | 54,00 |
| 2. | Rusia          | 18,40 |
| 3. | Sudáfrica      | 8,03  |
| 4. | Brasil         | 5,94  |
| 5. | Estados Unidos | 0,46  |

Fuente: USGS.

## Precauciones
El polvo metálico es pirofórico, y los compuestos de vanadio deberían de ser considerados como altamente tóxicos. Su inhalación puede causar cáncer de pulmón.
La Administración de Seguridad y Salud Ocupacional (OSHA) de los Estados Unidos ha establecido un límite de exposición para el polvo de pentóxido de vanadio de 0,05 mg/m³, y de 0,1 mg/m³ para el gas de pentóxido de vanadio en el aire del lugar de trabajo para una jornada de 8 horas, 40 horas a la semana.
El Instituto Nacional de Salud y Seguridad Ocupacional (NIOSH) de los Estados Unidos de América recomienda que debe considerarse peligroso para la salud y la vida un nivel de 35 mg/m³ de vanadio. Este nivel se corresponde al cual puede causar problemas permanentes de salud o muerte.
Las trazas de vanadio en los combustibles fósiles presentan un riesgo de corrosión; es el componente principal de combustible que influye en la corrosión de alta temperatura. Durante la combustión, se oxida y reacciona con el sodio y el azufre. La obtención de compuestos de vanadato con puntos de fusión hasta 530 °C ataca la capa de pasivación sobre el acero, y lo hace susceptible a la corrosión. Los compuestos de vanadio sólido también pueden causar abrasión de los componentes del motor. El sulfato de vanadio puede actuar como tratamiento en la diabetes mellitus tipo 2.